# Satz von Schilder
Der Satz von Schilder ist ein Theorem aus der Theorie der großen Abweichungen (englisch Large Deviation Theory). Das Theorem besagt, dass eine klein-skalierte Brownsche Bewegung das Prinzip der großen Abweichungen erfüllt und somit wesentlich von {\displaystyle 0} verschieden ist.
Eine Verallgemeinerung des Satzes ist der Satz von Freidlin-Wentzell.

## Aussage
Sei {\displaystyle B_{t\in [0,1]}} eine standard Brownsche Bewegung auf {\displaystyle \mathbb {R} ^{d}}. Weiter bezeichne {\displaystyle {\mathcal {C}}_{0}:={\mathcal {C}}_{0}([0,1],\mathbb {R} ^{d})} den Raum der stetigen Funktionen {\displaystyle f:[0,1]\to \mathbb {R} ^{d}} mit {\displaystyle f(0)=0} und ausgestattet mit der Topologie der Supremumsnorms. Seien {\displaystyle (\mu _{\varepsilon })} die von dem skalierten Prozess {\displaystyle B_{\varepsilon }(t):={\sqrt {\varepsilon }}B_{t}} induzierten Wahrscheinlichkeitsmaße auf {\displaystyle {\mathcal {C}}_{0}}.
Mit {\displaystyle H_{1}} bezeichne man den Cameron-Martin-Raum in {\displaystyle {\mathcal {C}}_{0}} bezüglich der Wiener-Maßes, d. h. den Raum aller absolut stetigen funktionen mit {\displaystyle f(0)=0} mit quadratisch-integrierbarer Ableitung {\displaystyle H_{1}:=\{f:[0,1]\to \mathbb {R} ^{d},f(0)=0,f'\in L^{2}([0,1])\}}
Dann gilt für die Wahrscheinlichkeitsmaße {\displaystyle (\mu _{\varepsilon })} wenn {\displaystyle \varepsilon \to 0} das Prinzip der großen Abweichungen mit guter Rate-Funktion
{\displaystyle I_{B}(f)={\begin{cases}{\frac {1}{2}}\int \limits _{0}^{1}|f'(t)|^{2}\,\mathrm {d} t&f\in H_{1}\\\infty &f\not \in H_{1}\ \end{cases}}}.
Das heißt für alle offenen {\displaystyle O\subseteq {\mathcal {C}}_{0}([0,1])} und geschlossenen Mengen {\displaystyle C\subseteq {\mathcal {C}}_{0}([0,1])}
{\displaystyle -\inf _{f\in O}I_{B}(f)\leq \liminf _{\varepsilon \to 0}\varepsilon \log \mu _{\varepsilon }(O)\leq \limsup _{\varepsilon \to 0}\varepsilon \log \mu _{\varepsilon }(C)\leq -\inf _{f\in C}I_{B}(f)}